# 곰돌이와 비키의 모험
《곰돌이와 비키의 모험》(스페인어: Los Tres Ositos, 영어: The Three Bears)은 2000년 EBS에서 방영한 애니메이션이다. 스페인에서 만들어졌으며 대한민국에 들어왔다. 아빠곰 엄마곰 새끼곰 이야기와 유사하다. 곰돌이 비키의 재치로 이상해 박사의 음모를 뿌리치고 결국은 아빠 엄마 집으로 돌아가는 그들의 이야기이다.

## 등장인물
- 이선주: 곰돌이 역
- 홍영란: 비키 역
- 탁원제: 플린트 역
- 기영도: 럼 역
- 故 오세홍: 곰돌이 아빠 / 가비 역
- 이소영: 곰돌이 엄마 역
- 이인성: 해피독 역
- 김영선: 훌쩍이 / 비키 아빠(처음) 역
- 김환진: 대머리 박사 / 니칼 / 유령 / 사냥꾼1 역
- 엄상현: 보스 / 해골 / 사냥꾼2 역
- 김소형: 실리 / 케찹 역
- 이의선: 덤비 역
- 김승준: 조니 / 유주 / 과학자 / 비키 아빠(나중) / 투투(나중) / 개구리 역
- 박경찬: 지미 / 니퓨 역
- 최향윤: 심술쟁이 / 케접 역
- 김무규: 판쵸
- 강경아: 쿠쿠
- 박인선: 투투
- 이주희: 비키 엄마 / 토끼 / 벌 / 소녀 역
- 홍소영: 니파 역
- 이은정: 키티 역
- 전태열
- 유해무
- 故 최병상
- 성선녀
- 유지영
- 문지현
- 박지훈
- 이혜영
- 국승연
- 이서윤
- 장경희